# Richard Gibbs
Richard Gibbs (* 5. Dezember 1955) ist ein US-amerikanischer Filmkomponist.

## Leben
Gibbs wuchs in Daytona Beach auf. Seinen Abschluss in klassischer Komposition machte er am Berklee College of Music.
Gibbs war von 1980 bis 1984 Mitglied der New-Wave-Band Oingo Boingo. Außerdem arbeitete er als Keyboarder u. a. für Robert Palmer, Tom Waits, Melissa Etheridge. Richard Gibbs ist verheiratet und hat drei Kinder.

## Filmografie (Auswahl)
- 1988: Upworld – Mein Kumpel, der Kobold (Upworld)
- 1989–1990: Die Simpsons (The Simpsons, Fernsehserie)
- 1989: Teen Lover (Say Anything…)
- 1990: Wie killt man eine Millionärin? (How to Murder a Millionaire)
- 1991: Wedlock
- 1992: Es war einmal ein Mord (Once upon a crime)
- 1992: Monty – Immer hart am Ball (Ladybugs)
- 1993: Amos & Andrew – Zwei fast perfekte Chaoten (Amos & Andrew)
- 1993: Schwiegersohn Junior (Son in Law)
- 1994: Highway Heat (The Chase)
- 1993: Crazy Instinct (Fatal Instinct)
- 1997: Dieser verflixte Kater (That Darn Cat)
- 1998: Dr. Dolittle
- 1998: Liebe auf den ersten Schrei (Music from Another Room)
- 1998: Dirty Work
- 1999: 10 Dinge, die ich an Dir hasse (10 Things I Hate About You)
- 2000: Big Mama’s Haus (Big Momma’s House)
- 2000: 28 Tage (28 Days)
- 2001: Königin der Verdammten (Queen of the Damned)
- 2002: Like Mike
- 2002: 101 Dalmatiner Teil 2 – Auf kleinen Pfoten zum großen Star! (101 Dalmatians II: Patch’s London Adventure)
- 2002: I Spy
- 2003–2008: Battlestar Galactica (Fernsehserie)
- 2004: Barbershop 2 (Barbershop 2: Back in Business)
- 2004: Familie Johnson geht auf Reisen (Johnson Family Vacation)
- 2005: Honeymooners
- 2006: Rache ist sexy (John Tucker Must Die)
- 2007: Cleaner
- 2009: Fired Up!
- 2010: Caitlin – Mein Geist der Weihnacht (Christmas Cupid, Fernsehfilm)
- 2011: Face to Face
- 2011: Judy Moody und der voll coole Sommer (Judy Moody and the Not Bummer Summer)
- 2011: Teen Spirit (Fernsehfilm)
- 2012: Let It Shine – Zeig, was Du kannst! (Let It Shine, Fernsehfilm)
- 2016: Die Nacht der verrückten Abenteuer (Adventures in Babysitting, Fernsehfilm)

## Auszeichnungen
Gibbs wurde zweimal mit dem BMI Film Music Award ausgezeichnet: 1999 für den Film Doctor Dolittle und 2001 für Big Mama’s Haus.